# 大阪圭吉
大阪 圭吉（おおさか けいきち、1912年3月20日 - 1945年7月2日）は、愛知県出身の推理作家、小説家。本名は鈴木 福太郎（すずき ふくたろう）。

## 経歴
愛知県南設楽郡新城町（現・新城市）の旅館、「鈴木屋」の息子として生まれる。地元の小学校から豊橋商業学校（現・愛知県立豊橋商業高等学校）に進学するも、3年で中退。上京して日本大学商業学校（夜間、現在の日本大学第一高等学校）で学ぶ。この頃、坂上蘭吉のペンネームで「中央公論」の文壇アンデパンダン懸賞小説に応募するが選外となる。1931年には大学を卒業、郷里に戻り新城町役場に入職する。
やがて探偵小説を書くようになり、ペンネームも敬愛する江戸川乱歩の「江戸」に対する地名から、「大阪」圭吉と改め、1932年に『日の出』の創刊号懸賞小説に応募した「人喰い風呂」が佳作入選。甲賀三郎の推薦を受けて、「デパートの絞刑吏」を『新青年』の同年10月号に発表し作家デビューを果たす。以後『新青年』『ぷろふいる』を中心に短編探偵小説を発表した。
初期にはアマチュアらしい生硬な傾向もあったが、1934年頃からは謎解きにユーモアやペーソスを交えたタッチの個性を発揮するようになる。大阪の代表作とされる短編「とむらい機関車」（『ぷろふいる』1934年9月号）もこの時期の作品である。1936年6月に初の単行本である『死の快走船』を発行し、7月から『新青年』に6か月連続で短編小説を発表。探偵小説家としてのピークを迎えるが、当時の世評は必ずしも高いものではなかった。
1938年には役場を退職し、専業作家となるが、日中戦争の勃発以降、急激に戦時体制が強まる中で探偵小説の発表は次第に難しくなっていく。このため、同時代の多くの探偵小説家同様、ユーモア小説や捕物帳、やがては時局に乗じた通俗スパイ小説などの執筆に転じることとなった。
1942年には再び上京して日本文学報国会に勤務したが、太平洋戦争の激化に伴い、1943年に応召。満州からフィリピンへと転戦し、1945年の春にルソン島に上陸。立哨中に砲弾の破片で左腕を負傷し野戦病院で療養するが、戦線復帰後に終戦の噂が流れ復員の準備をしていた矢先、移動先のマニラでマラリアを発症し、7月2日に死去した。

## 作風・人物
発表された作品のほとんどが短編である。大阪は自身の好きな作家としてポオ、ドイル、ルブラン、シムノンなどを挙げており、その作風は論理的で端正、古典的な本格探偵小説といった印象を受ける。それら本格短編に対する評価は高く、しばしば複数作家による探偵小説アンソロジーに採り上げられていたものの、作家単独の選集刊行等、本格的な再評価が進むのは1990年代以降のことであった。なお、大阪の遺作は、作者の没後である1947年に創刊された『新探偵小説』2号に掲載された「幽霊妻」とされているが、出征前に恩師の甲賀に託したと伝えられる長編探偵小説は今も見つかっていない。（ちなみに甲賀は同年初頭に出張帰途の岡山県で急病により客死している）
私生活では1935年に結婚し、3人の子供をもうけた。大阪は熱狂的な鉄道ファンで、夫人の両親も北海道の鉱業関係者ということもあり、「とむらい機関車」や「雪解」などの鉄道や鉱山を題材とした作品にその影響が見られる。食べ物ではうどんが好物で、日に一度は必ず食べていた。お洒落で和装を好み、夏は明石縮に角帯、外出時は絽の羽織袴、自宅では唐桟などを愛用した。喉自慢で絵画も能くし、二科展に入選するほどの腕前だったという。レギュラー探偵として元映画監督の青山喬介が多くの作品に起用されている。職業不詳の天才型名探偵である。

## 著作
※山括弧内に挿絵画家名を付記。
- 『とむらい機関車』（国書刊行会、1992年5月）ISBN 978-4336033611

1. デパートの絞刑吏
2. 死の快走船
3. 気狂い機関車
4. とむらい機関車
5. 灯台鬼
6. 闖入者
7. 三狂人
8. 白妖
9. あやつり裁判
10. 銀座幽霊
11. 動かぬ鯨群
12. 寒の夜晴れ
13. 坑鬼
14. 幽霊妻

- 『とむらい機関車』（創元推理文庫、2001年10月初版、2020年9月新カバー版）ISBN 978-4488437015

1. とむらい機関車〈画家名不詳〉
2. デパートの絞刑吏〈内藤賛〉
3. カンカン虫殺人事件[10]〈吉田貫三郎〉
4. 白鮫号の殺人事件〈内藤賛〉
5. 気狂い機関車〈同上〉
6. 石塀幽霊〈坪内節太郎〉
7. あやつり裁判〈清水崑〉
8. 雪解〈画家名不詳〉
9. 坑鬼〈同上〉
10. 我もし自殺者なりせば（随想・以下同）
11. 探偵小説突撃隊
12. 幻影城の番人
13. お玉杓子の話
14. 頭のスイッチ
15. 弓の先生
16. 連続短篇回顧
17. 二度と読まない小説
18. 停車場狂い
19. 好意ある督戦隊

- 『銀座幽霊』（創元推理文庫、2001年10月初版、2020年9月新カバー版）ISBN 978-4488437022

1. 三狂人〈清水崑〉
2. 銀座幽霊〈同上〉
3. 寒の夜晴れ〈同上〉
4. 燈台鬼〈高井貞二〉
5. 動かぬ鯨群〈清水崑〉
6. 花束の虫〈画家名不詳〉
7. 闖入者〈同上〉
8. 白妖〈清水崑〉
9. 大百貨注文者〈横井福次郎〉
10. 人間燈台〈画家名不詳〉
11. 幽霊妻〈同上〉

- 『大阪圭吉探偵小説選』（論創ミステリ叢書、2010年4月）ISBN 978-4846009168

1. 東京第五部隊
2. 金髪美容師
3. 赤いスケート服の娘
4. 仮面の親日
5. 疑問のS
6. 街の潜水夫
7. 紅毛特急車
8. 空中の散歩者
9. 海底諜報局
10. 間諜満洲にあり
11. 百万人の正宗

- 『死の快走船』（戎光祥出版 日下三蔵編 ミステリ珍本全集04、2014年7月）ISBN 978-4864031172

1. 死の快走船
2. なこうど名探偵
3. 人喰い風呂
4. 謹太郎氏の結婚
5. 慰問文夫人
6. 翼賛タクシー
7. 香水紳士
8. 九百九十九人針
9. 約束
10. 子は国の宝
11. プラプイ君の大経験
12. ほがらか夫人
13. 正宗のいる工場
14. トンナイ湖畔の若者
15. 香水夫人
16. 三の字旅行会
17. 告知板の謎
18. 寝言を云う女
19. 特別代理人
20. 正札騒動
21. 昇降時計
22. 刺青のある男
23. 唄わぬ時計
24. 盗まぬ掏摸
25. 懸賞尋ね人
26. ポケット日記
27. 花嫁の病気
28. 恐ろしき時計店
29. 寝台車事件
30. 手紙を喰うポスト
31. 塑像
32. 案山子探偵
33. 水族館異変
34. 扮装盗人
35. 証拠物件
36. 秘密
37. 待呆け嬢
38. 怪盗奇談

- 『死の快走船』（創元推理文庫、2020年8月）ISBN 978-4488437039

1. 死の快走船
2. なこうど名探偵〈坪内節太郎〉
3. 塑像
4. 人喰い風呂〈同上〉
5. 水族館異変〈茂田井武〉
6. 求婚広告〈吉田貫三郎〉
7. 三の字旅行会〈同上〉
8. 愛情盗難〈嶺田弘〉
9. 正札騒動〈矢崎茂四〉
10. 告知板の女
11. 香水紳士〈松本かつぢ〉
12. 空中の散歩者〈嶺田弘〉
13. 氷河婆さん
14. 夏芝居四谷怪談〈大森照保〉
15. ちくてん奇談〈同上〉
16. 小栗さんの印象など（随想・以下同）
17. 犯罪時代と探偵小説
18. 鱒を釣る探偵[11]
19. 巻末に
20. 怒れる山 - 日立鉱山錬成行
21. アンケート回答